# Public service
Public service (i allmänhetens tjänst, allmännyttig, allmänradio eller allmän-tv) är en radio- eller tv-verksamhet som syftar till att ge allmänheten en särskild sorts berikande programutbud genom att företaget i fråga har ett avtal med staten rörande bolagets innehåll. I Storbritannien innefattar public service broadcasting eller public broadcasting licensfinansierade British Broadcasting Corporation, BBC, och S4C, Channel 4, en statligt ägd kanal med helt kommersiell finansiering, samt de privata bolagen ITV, STV, UTV och Channel 5.  Sändningstillstånden regleras av den brittiska myndigheten Ofcom, som i gengäld kräver att vissa tv- och radiobolag uppfyller vissa krav som en del i sändningstillstånden. Innebörden av public broadcast har dock olika betydelser i olika länder.
Den förste generaldirektören för BBC, John Reith (1922–1937), menade att bolagets uppdrag var att informera, utbilda och underhålla publiken (inform, educate and entertain).
Public service kan beteckna kontroll, oftast utövad av någon myndighet, som syftar till att reglera programutbudet hos programkanalerna, även de programföretag som verkar på en kommersiell grund. Detta kan ta sig uttryck i att ett kommersiellt programbolag underkastas särskilda åtaganden, såsom att sända ett visst antal timmar program inom vissa genrer (såsom nyheter och regionala program). Dessa åtaganden har kunnat påtvingas de kommersiella programföretagen genom att erbjuda dem attraktiv täckning med markbundna tv-sändare. Denna benämning är den gängse i exempelvis Storbritannien.
Public service var under årtionden i många länder lika med ett statligt kontrollerat monopol på all sändning av radio och tv i Europa. Dessa monopol har urholkats av såväl avreglering som konkurrens från kanaler som sänder via satellit, kabel och digitala marknät.
Public service kan finansieras på flera sätt, såsom genom tv-licens (vanligt i Europa), statliga medel (förekommer bland annat i Sverige, Nederländerna och Australien), frivilliga donationer (USA) samt reklam. Helt reklamfri public service förekommer enbart i de nordiska länderna, Frankrike, Storbritannien, Spanien, Australien och Japan. I övriga länder är public service ofta delfinansierat av reklamavbrott i sändningarna i likhet med de privata kanalerna. I Sverige är "sponsring" tillåtet av vissa populära evenemang såsom Melodifestivalen och sportevenemang. I dessa fall presenteras sponsorns logga och ett kortfattat budskap.
I ett allt mer digital samhälle, där digital kommunikation via plattformar så som Google, Facebook, Youtube och Twitter har vunnit mark på bekostnad av traditionella medier, har public service roll blivit otydligare. I flera av de nordiska länderna pågår utredningar om hur public service ska finansieras och förbli relevant i framtiden.

## Historia
I det som på svenska benämns som public service är det särskilt radio och tv som avses. Ofta var det radion som var föregångaren och byggde upp organisationer som skötte sändningen. I Storbritannien fick till exempel BBC, som började sändning av radio på 1920-talet, en utvidgning av sin offentliga tjänst funktion för tv år 1935. Public service kom dock att få en annan roll i många länder än den i Sverige, eftersom privata företag även släpptes fram med finansiering via tv-reklam. Sverige var bland de sista i Västeuropa att få privatägd kommersiell radio och kommersiell tv, vilket gjort att svenska mediemarknaden först tog ordentlig fart under 1990-talet.

### USA
I USA är public service inte tillnärmelsevis så stort som i Europa. Det sträcker sig tillbaka till radiosändningarnas uppkomst och har helt enkelt att göra med hur landets geografi ser ut, menar författaren Anthony Smith. USA har en stor landyta med en mycket ojämn fördelning av människor, vilket gjorde det i praktiken omöjligt att införa landstäckande radiokanaler när mediet introducerades. Istället fick man införa lokalt drivna och ägda radiostationer, i första hand belägna nära städer. Trots svårigheterna och de kommersiella företagens numera etablerade ställning, så började public service introduceras i USA på det samhällsreformistiska 1960-talet. Det fanns ett behov av den typ av public service-program, som fanns i Europa, vars motsvarighet då inte riktigt existerade i USA. I dag har landets samlingsorganisation Public Broadcasting Service (PBS) ett par medlemskanaler i de flesta amerikanska städer, vilket är fler än något av de kommersiella nätverken. På radiosidan i USA finns National Public Radio (NPR).

## Bolag i allmänhetens tjänst i världen
- ABC och SBS, Australien
- ARD, ZDF, Deutschlandradio och Arte, Tyskland
- BBC, Storbritannien
- CBC, Kanada
- DR,  Danmark
- ERT, Grekland
- France Télévisions, Radio France och Arte, Frankrike
- Globo, Brasilien
- NHK, Japan
- NPO, Nederländerna
- NRK, Norge
- PBS, National Public Radio (NPR) och Public Radio International (PRI), USA
- RAI, Italien
- RTÉ, Irland
- RÚV, Island
- TVP och PR, Polen
- TVNZ, Nya Zeeland
- RTP, Portugal
- RTVE, Spanien
- SABC, Sydafrika
- SVT, SR och UR, Sverige
- Rundradion, Finland
- Doordarshan, Indien
- KAN, Israel

## Public service i Sverige
I Sverige är public service även ett samlande begrepp för de radio- och tv-kanaler som erbjuds av Sveriges Radio, Sveriges Television och Sveriges Utbildningsradio.
I den åttonde paragrafen av sändningstillståndet återfinns essensen av det som kallas public service: Att programmen ska präglas av folkbildningsambitioner, att det ska finnas en mångfald av åsikter, olika intressen ska tillgodoses när det gäller religion, kultur och vetenskap samt att programmen ska ha hög kvalitet.
Svenska public service-bolag är i sin rapportering underställda krav på saklighet och opartiskhet. Tillämpning av kraven på opartiskhet och saklighet har länge varit omstridd och enskilda program och journalister har ofta gett upphov till debatt.

### Finansiering
I Sverige finansieras public service-bolagen huvudsakligen genom en individuell public service-avgift. Avgiften som infördes den 1 januari 2019 betalas av alla över 18 år som har en beskattningsbar förvärvsinkomst. Avgiften var vid införandet 1 procent av den beskattningsbara inkomsten med ett tak på högst 1 300 kronor per person och år. Avgiften administreras av Skatteverket.
Innan den skattebaserade avgiften infördes så finansierades public service genom licensavgifter som varje hushåll som innehade apparat för mottagning av tv- eller radiosändningar var skyldig att betala.
Public service-bolagen i Sverige får inte sända reklam eller använda sig av produktplacering. SVT och Sveriges Radio får inom strikta ramar låta finansiera sin verksamhet genom sponsring.

### Politik
Traditionellt har den stora majoriteten av partierna och politikerna i Sverige velat bevara public services självständighet enligt vad man kallat principen om armlängds avstånd. Det har inneburit att SR, SVT och UR ägs av en oberoende stiftelse kallad Förvaltningsstiftelsen, för att säkerställa att varken staten i form av politiker eller kommersiella intressen styr form och innehåll för medierna. Regeringen utser ledamöterna i Förvaltningsstiftelsen som i sin tur är nominerade av riksdagspartierna.
Stiftelsemodellen har kritiserats för att inte garantera programbolagens frihet och oberoende. Kritikerna menar att även om staten inte formellt är ägare i programbolagen så är det staten som ytterst kontrollerar programbolagen. Ägarstrukturen kringgås regelmässigt genom att regeringens representanter och programbolagens chefer har direkt och nära kontakt i en rad avgörande frågor som berör public services politiska villkor och strategiska utveckling.
Under 2020 diskuterades ett grundlagsskydd för public service, något som Socialdemokraterna, Miljöpartiet, Liberalerna, Centerpartiet och Vänsterpartiet stödde. Sverigedemokraterna, Moderaterna och Kristdemokraterna ville inte införa ett grundlagsskydd för public service. Sverigedemokraterna har varit särskilt kritiska mot public service som de upplever som vänstervriden. De vill skära ner på finansieringen av public service och ha en starkare styrning av innehållet. Moderaterna vill begränsa public service uppdrag, bland annat genom att förhandspröva större satsningar.
Reportrar utan gränser har varit kritiska både till Sverigedemokraternas krav på styrning av innehåll samt Moderaternas och Kristdemokraternas förslag för att minska finansieringen av public service. 2020 pekade de i en rapport ut de största hoten mot public services oberoende som:
1. Minskat avstånd mellan politiken och public service.
2. Påtryckningar mot enskilda journalister.
3. Hot och hat mot journalister.

I rapporten från Reportrar utan gränser lyftes även fram förslag på att public service borde granska sig själva.